# Eisenbahnbrücke Wandhofen

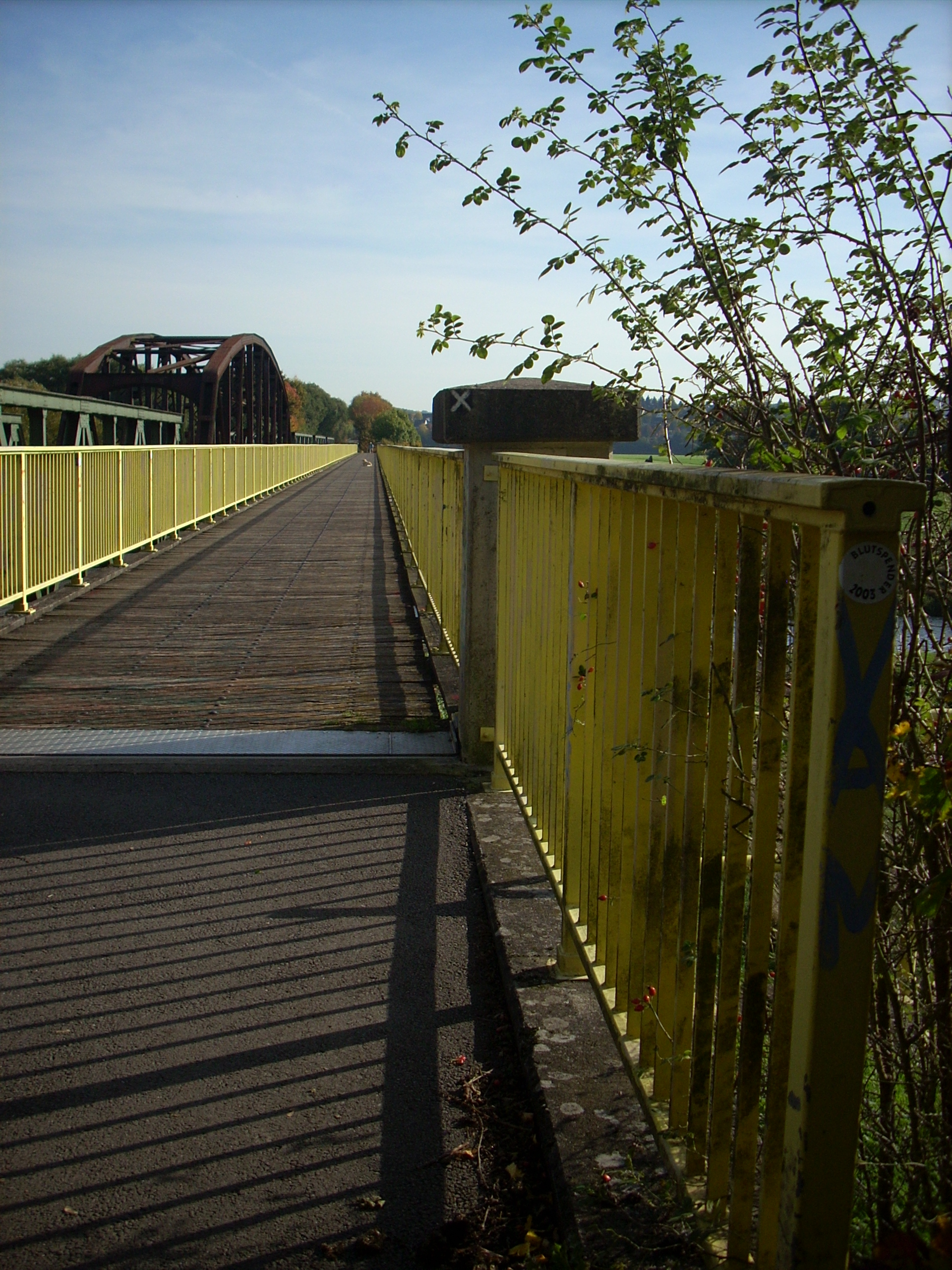
Eisenbahnbrücke und Fußgängerbrücke

Die Eisenbahnbrücke Wandhofen befindet sich in Wandhofen, Schwerte. Sie ist 209 m lang. Die Ardeybahn überquert hier die Ruhr. Parallel zu ihr verläuft eine Brücke für Fußgänger und Radfahrer. Etwa 400 m weiter östlich befindet sich die Ruhrflutbrücke Ergste.
Die Strecke der Preußisch-Hessischen Staatseisenbahn zwischen Schwerte und Iserlohn wurde am 1. Oktober 1910 eröffnet.
Die Brücke steht unter Denkmalschutz.